# Øyvind Vaksdal

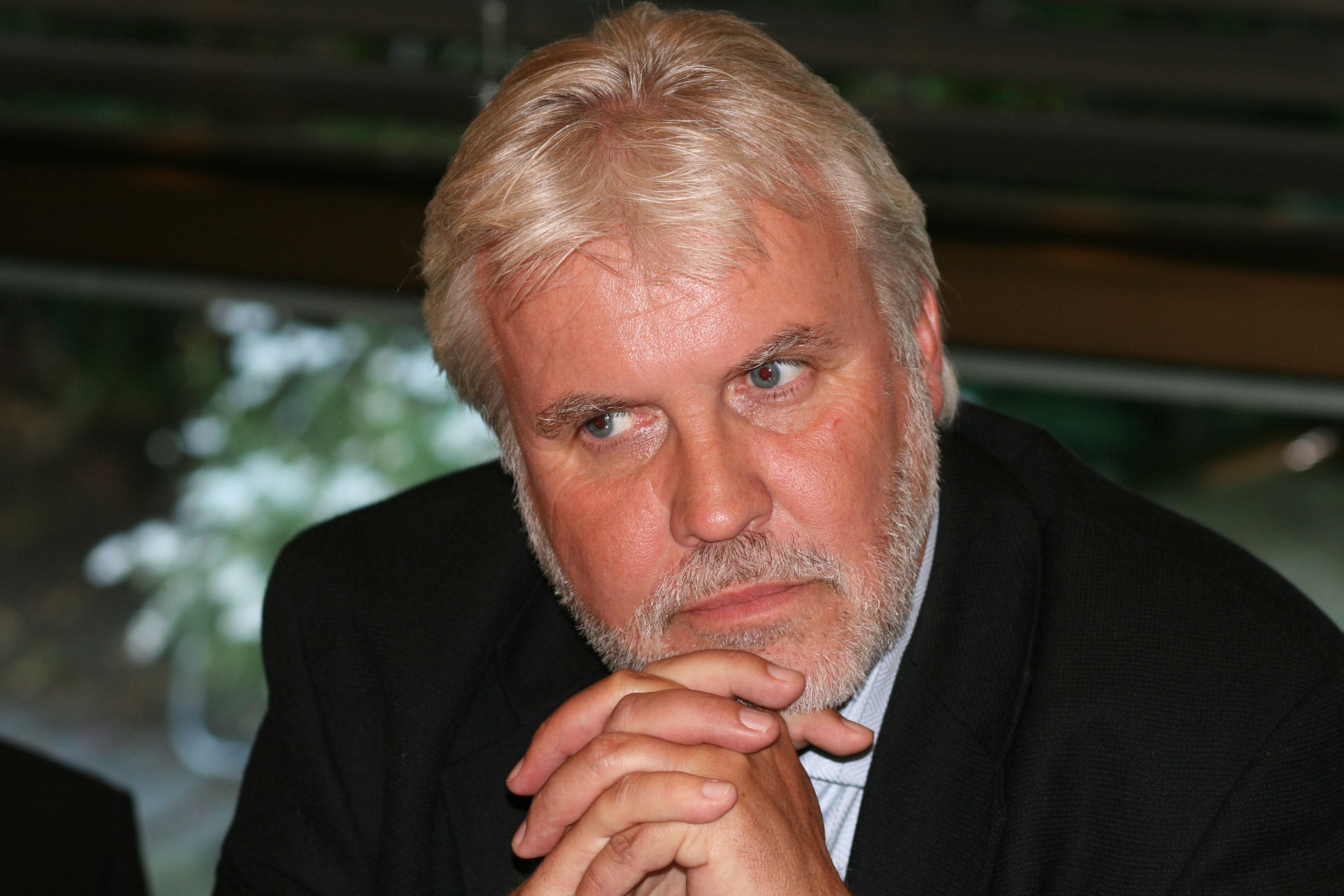
Øyvind Vaksdal i augusti 2007
Foto: Jarle Vines

Øyvind Vaksdal, född 19 oktober 1955 i Kopervik, Rogaland, Norge, är en norsk politiker (FrP). 1997 blev han invald i Stortinget från Rogaland. Från 1993 var han vararepresentant (suppleant). Mellan 1995 och 1997 var han medlem i Rogaland fylkesting.

## Stortingskommittéer
- 2005-2009 - medlem i Utenrikskomiteen.
- 2001-2005 - andre viceordförande av energi- och miljökommittén.
- 2001-2005 - medlem i Valkommittén.
- 1997-2001 - medlem i Energi- och miljökommittén.